# Adelgonda di Baviera
Adelgonda di Baviera (in tedesco Adelgunde Auguste Charlotte Caroline Elisabeth Amalie Marie Sophie Luise von Bayern; Würzburg, 19 marzo 1823 – Monaco di Baviera, 28 ottobre 1914) nata principessa di Baviera, fu duchessa di Modena e Reggio Emilia come sposa di Francesco V d'Austria-Este. Inoltre fu anche arciduchessa d'Austria. Durante la vedovanza divenne, su richiesta del fratello Luitpold di Baviera divenuto Principe Reggente dopo la deposizione di re Ludovico II, una first lady nella politica bavarese; era considerata "la voce di Vienna a Monaco".

## Biografia

### Infanzia

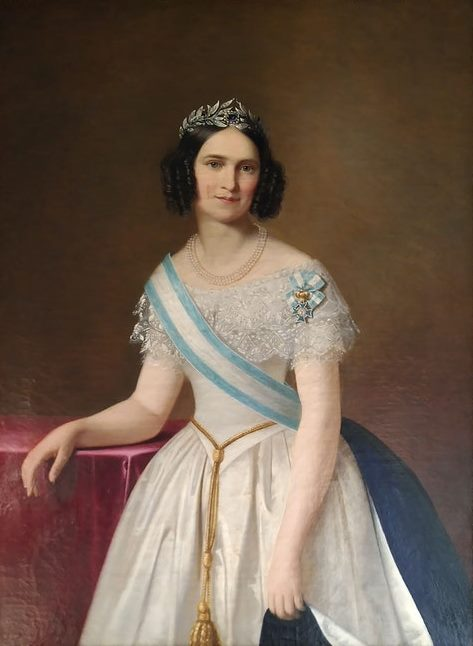
Aldegonda di Baviera, duchessa di Modena e Reggio, ritratta da Adeodato Malatesta

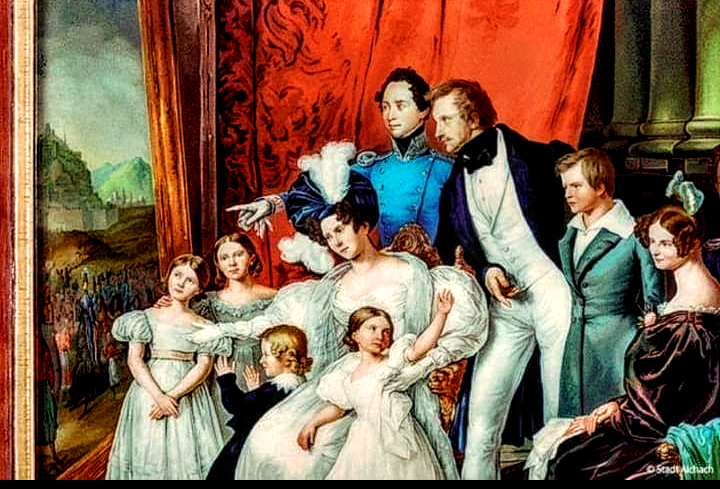
Adelgonda e la sua famiglia di origine; Adelgonda si trova in secondo piano di fianco al quadro e vicino alla madre

Adelgonda era figlia di Ludovico I di Baviera e di Teresa di Sassonia-Hildburghausen, sesta di nove fratelli. Adelgonda era cugina della Duchessa di Baviera Elisabetta, futura Imperatrice d'Austria, in quanto Ludovica di Baviera (madre di Elisabetta) era sorella di re Ludovico I; inoltre era anche cugina dell'Imperatore d'Austria Francesco Giuseppe in quanto anche la madre dell'Imperatore, Sofia di Baviera, era sorella di re Ludovico I.

### Matrimonio
Incontrò il principe ereditario di Modena e Reggio, Francesco V d'Austria-Este, nel 1839, in occasione della visita compiuta da questi al seguito del padre, il duca Francesco IV d'Austria-Este. Oltre ai sentimenti personali, anche la ragion di stato concorse all'unione ed il matrimonio venne celebrato nella chiesa di Ognissanti di Monaco di Baviera il 30 marzo 1842. Il 16 aprile la giovane coppia fece il suo ingresso a Modena.

### Duchessa di Modena e Reggio
Il 21 gennaio 1846 il duca Francesco IV morì e gli succedette il figlio Francesco V. Adelgonda divenne così duchessa di Modena e Reggio. Il 19 ottobre 1848 nacque la figlia Anna Beatrice, che morì l'anno successivo, l'8 giugno 1849. Il 30 aprile 1859, con l'intensificarsi degli avvenimenti bellici che stavano interessando gli stati estensi, il duca provvide a far allontanare da Modena la consorte. Egli stesso lasciò per sempre la città ed il ducato l'11 giugno dello stesso anno. Trascorsero gli anni di esilio al castello del Catajo, in provincia di Padova.  

### Vedovanza e morte

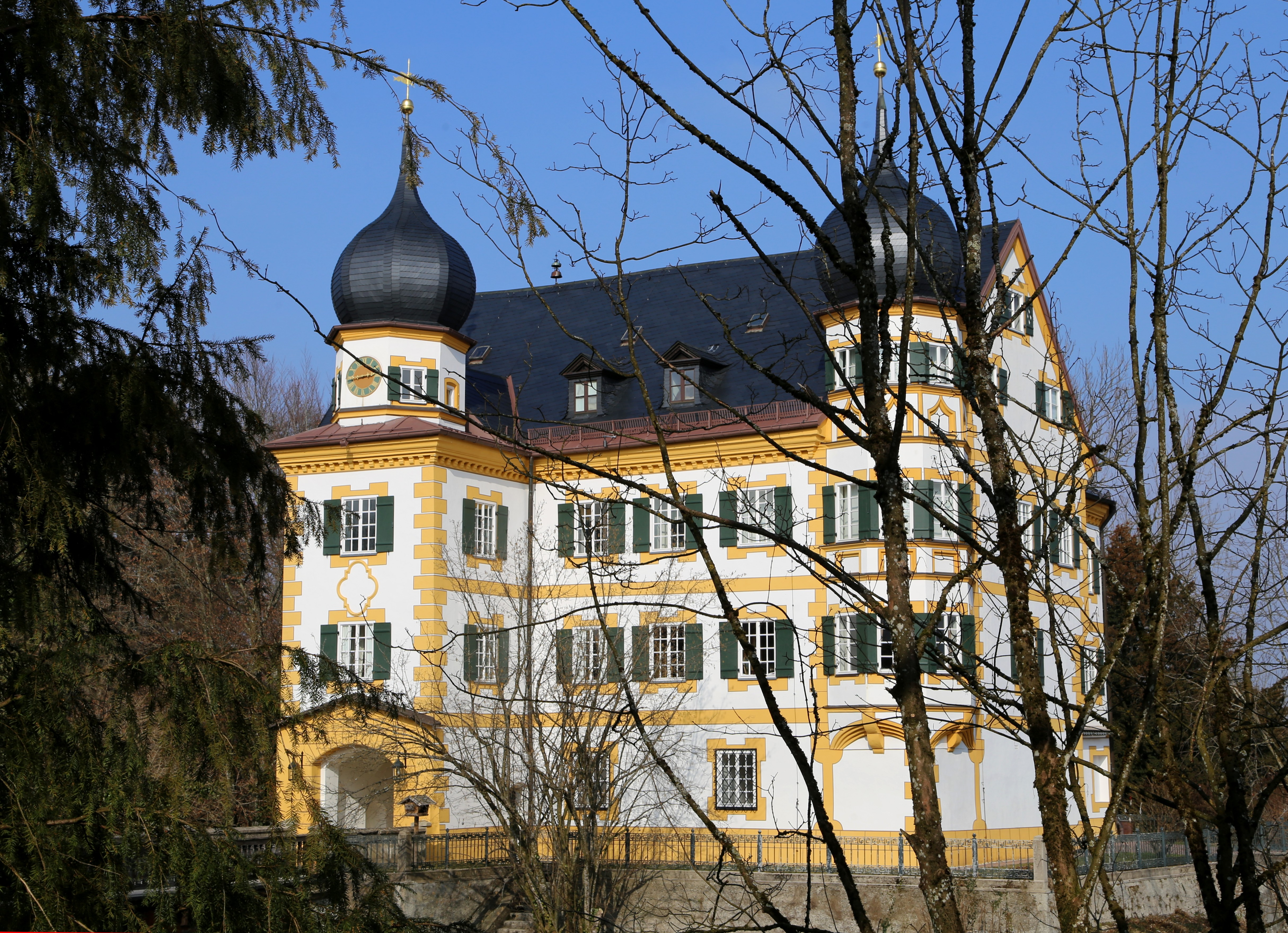
Il castello di Wildenwart

Dopo la morte di Francesco V a Vienna il 20 novembre 1875, Adelgonda alternò il suo soggiorno tra Vienna (Palazzo Modena) e la natia Baviera, nella Residenza di Monaco di Baviera e nel Castello di Wildenwart a Chiemgau, di cui era proprietaria dal 1862 in quanto il marito lo aveva comprato per lei. Quando suo fratello Luitpold assunse la reggenza nel 1886, chiese ad Adelgonda di aiutarlo nella guida del paese. Adelgonda così divenne "l'eminenza grigia" a corte dove ebbe grande influenza assumendosi tutti gli obblighi famigliari e sociali. Era tenuta molto in considerazione e a volte un po' temuta dai ministri bavaresi. Adelgonda in quel periodo veniva considerata la "voce di Vienna a Monaco".
In famiglia veniva chiamata da tutti "Tante Modena" cioè "zia Modena".
Morì a Monaco il 28 ottobre 1914 e venne sepolta a Vienna nella Cripta Imperiale della chiesa dei Cappuccini.

## Antenati
|                                       |                                                 |                                                        | Genitori                                                              |  |  | Nonni |  |  | Bisnonni                                   |  |  | Trisnonni                                |  |
|                                       |                                                 |                                                        |                                                                       |  |  |       |  |  | Federico Michele di Zweibrücken-Birkenfeld |  |  | Cristiano III del Palatinato-Zweibrücken |  |
|                                       |                                                 |                                                        |                                                                       |  |  |       |  |  | Federico Michele di Zweibrücken-Birkenfeld |  |  | Cristiano III del Palatinato-Zweibrücken |  |
|                                       |                                                 | Carolina di Nassau-Saarbrücken                         |                                                                       |  |  |       |  |  | Federico Michele di Zweibrücken-Birkenfeld |  |  |                                          |  |
| Massimiliano I Giuseppe di Baviera    |                                                 |                                                        |                                                                       |  |  |       |  |  | Federico Michele di Zweibrücken-Birkenfeld |  |  |                                          |  |
|                                       |                                                 | Maria Francesca del Palatinato-Sulzbach                | Giuseppe Carlo del Palatinato-Sulzbach                                |  |  |       |  |  |                                            |  |  |                                          |  |
|                                       |                                                 | Maria Francesca del Palatinato-Sulzbach                | Giuseppe Carlo del Palatinato-Sulzbach                                |  |  |       |  |  |                                            |  |  |                                          |  |
|                                       |                                                 | Maria Francesca del Palatinato-Sulzbach                | Elisabetta Augusta Sofia del Palatinato-Neuburg                       |  |  |       |  |  |                                            |  |  |                                          |  |
| Ludovico I di Baviera                 |                                                 | Maria Francesca del Palatinato-Sulzbach                |                                                                       |  |  |       |  |  |                                            |  |  |                                          |  |
|                                       |                                                 | Giorgio Guglielmo d'Assia-Darmstadt                    | Luigi VIII d'Assia-Darmstadt                                          |  |  |       |  |  |                                            |  |  |                                          |  |
|                                       |                                                 | Giorgio Guglielmo d'Assia-Darmstadt                    | Luigi VIII d'Assia-Darmstadt                                          |  |  |       |  |  |                                            |  |  |                                          |  |
|                                       |                                                 | Giorgio Guglielmo d'Assia-Darmstadt                    | Carlotta Cristina Maddalena Giovanna di Hanau-Lichtenberg             |  |  |       |  |  |                                            |  |  |                                          |  |
| Augusta Guglielmina d'Assia-Darmstadt |                                                 | Giorgio Guglielmo d'Assia-Darmstadt                    |                                                                       |  |  |       |  |  |                                            |  |  |                                          |  |
|                                       |                                                 | Maria Luisa Albertina di Leiningen-Dagsburg-Falkenburg | Cristiano Carlo Reinardo di Leiningen-Dachsburg-Falkenburg-Heidesheim |  |  |       |  |  |                                            |  |  |                                          |  |
|                                       |                                                 | Maria Luisa Albertina di Leiningen-Dagsburg-Falkenburg | Cristiano Carlo Reinardo di Leiningen-Dachsburg-Falkenburg-Heidesheim |  |  |       |  |  |                                            |  |  |                                          |  |
|                                       |                                                 | Maria Luisa Albertina di Leiningen-Dagsburg-Falkenburg | Caterina Polissena di Solms-Rödelheim-Assenheim                       |  |  |       |  |  |                                            |  |  |                                          |  |
| Adelgonda di Baviera                  |                                                 | Maria Luisa Albertina di Leiningen-Dagsburg-Falkenburg |                                                                       |  |  |       |  |  |                                            |  |  |                                          |  |
|                                       | Ernesto Federico III di Sassonia-Hildburghausen | Ernesto Federico II di Sassonia-Hildburghausen         |                                                                       |  |  |       |  |  |                                            |  |  |                                          |  |
|                                       | Ernesto Federico III di Sassonia-Hildburghausen | Ernesto Federico II di Sassonia-Hildburghausen         |                                                                       |  |  |       |  |  |                                            |  |  |                                          |  |
|                                       | Ernesto Federico III di Sassonia-Hildburghausen | Carolina di Erbach-Fürstenau                           |                                                                       |  |  |       |  |  |                                            |  |  |                                          |  |
| Federico di Sassonia-Altenburg        | Ernesto Federico III di Sassonia-Hildburghausen |                                                        |                                                                       |  |  |       |  |  |                                            |  |  |                                          |  |
|                                       |                                                 | Ernestina Augusta di Sassonia-Weimar                   | Ernesto Augusto I di Sassonia-Weimar                                  |  |  |       |  |  |                                            |  |  |                                          |  |
|                                       |                                                 | Ernestina Augusta di Sassonia-Weimar                   | Ernesto Augusto I di Sassonia-Weimar                                  |  |  |       |  |  |                                            |  |  |                                          |  |
|                                       |                                                 | Ernestina Augusta di Sassonia-Weimar                   | Sofia Carlotta di Brandeburgo-Bayreuth                                |  |  |       |  |  |                                            |  |  |                                          |  |
| Teresa di Sassonia-Hildburghausen     |                                                 | Ernestina Augusta di Sassonia-Weimar                   |                                                                       |  |  |       |  |  |                                            |  |  |                                          |  |
|                                       |                                                 | Carlo II di Meclemburgo-Strelitz                       | Carlo Ludovico Federico di Meclemburgo-Strelitz                       |  |  |       |  |  |                                            |  |  |                                          |  |
|                                       |                                                 | Carlo II di Meclemburgo-Strelitz                       | Carlo Ludovico Federico di Meclemburgo-Strelitz                       |  |  |       |  |  |                                            |  |  |                                          |  |
|                                       |                                                 | Carlo II di Meclemburgo-Strelitz                       | Elisabetta Albertina di Sassonia-Hildburghausen                       |  |  |       |  |  |                                            |  |  |                                          |  |
| Carlotta di Meclemburgo-Strelitz      |                                                 | Carlo II di Meclemburgo-Strelitz                       |                                                                       |  |  |       |  |  |                                            |  |  |                                          |  |
|                                       |                                                 | Federica Carolina Luisa d'Assia-Darmstadt              | Giorgio Guglielmo d'Assia-Darmstadt                                   |  |  |       |  |  |                                            |  |  |                                          |  |
|                                       |                                                 | Federica Carolina Luisa d'Assia-Darmstadt              | Giorgio Guglielmo d'Assia-Darmstadt                                   |  |  |       |  |  |                                            |  |  |                                          |  |
|                                       |                                                 | Federica Carolina Luisa d'Assia-Darmstadt              | Maria Luisa Albertina di Leiningen-Dagsburg-Falkenburg                |  |  |       |  |  |                                            |  |  |                                          |  |
|                                       |                                                 | Federica Carolina Luisa d'Assia-Darmstadt              |                                                                       |  |  |       |  |  |                                            |  |  |                                          |  |